# Sadowo (Gmina Iłów)
Pour les articles homonymes, voir Sadowo.
Sadowo  [saˈdɔvɔ] est un village polonais de la gmina d'Iłów dans le powiat de Sochaczew et dans le voïvodie de Mazovie.